# سلوى الجراش
سلوى الجراش (19 يناير 1986 -)، ممثلة ومغنية بحرينية. شاركت في الموسم الثاني من برنامج (نجوم الخليج) .شاركت في بطولة عدة مسلسلات منها (شوية أمل، الخادمة، عندما يزهر الخريف).

## أعمالها

### في التلفزيون
- طماشة.
- جمرة غضى.
- عمشة في جزيرة النسوان.
- ابله نورة.
- عمشة في ديرة النسوان.
- جاري يا حموده.
- بيني و بينك 4.
- الشعور القاتل.
- الخادمة.
- شوية أمل.
- سواق وشغالة.
- عندما يزهر الخريف
- عندما يزهر الخريف 2
- سوالف طفاش - الجزء الثالث
- باب الريح
- إقبال يوم أقبلت
- عطر الروح
- جديمك نديمك
- شغف
- دفعة بيروت
- الناجية الوحيدة
- اسمع واشوف
- بلاغ نهائي

### في المسرح
- يا أني يا بطة
- خال الكلفس
- هذا الميدان ياحميدان

## وصلات خارجية
- سلوى الجراش على موقع IMDb (الإنجليزية)
- سلوى الجراش على موقع قاعدة بيانات الأفلام العربية
- سلوى الجراش على موقع قاعدة بيانات الفيلم (الإنجليزية)
- سلوى الجراش على موقع ليتربوكسد (الإنجليزية)